# Tucà becnegre
El tucà becnegre (Andigena nigrirostris) és una espècie d'ocell de la família dels ramfàstids (Ramphastidae) que habita la selva humida dels Andes del nord-oest de Veneçuela, Colòmbia i nord-est de l'Equador.